# Mèo gấu
Mèo gấu hay Olinguito (/oʊlɪŋˈɡiːtoʊ/, danh pháp khoa học: Bassaricyon neblina) một loài thú thuộc họ Gấu mèo Bắc Mỹ (Procyonidae) sống ở vùng rừng dãy núi Andes tại miền tây Colombia và Ecuador. Chúng được mô tả như một loài mới vào năm 2013. Tên loài (neblina) trong tiếng Tây Ban Nha có nghĩa là sương mù, ý rằng loài này sống ở các khu rừng sương mù.

## Mô tả
Olinguito là một khác biệt trong chi Bassaricyon, trong tiếng Anh, chi này có tên là "olingo", và đôi khi bị gọi một cách sai lệch là kinkajou (kinkajou có bề ngoài giống olingo, nhưng không có họ hàng gần). Cân nặng trung bình của nó là 900 gam (2 lb), là nó trở thành loài nhỏ nhất trong họ Procyonidae. Loài vật này ăn tạp, chủ yếu là trái cây (như sung), nhưng cũng ăn cả côn trùng và mật hoa; phân của chúng có kích thước cỡ trái việt quất xanh nhỏ. Olinguito sống đơn độc, về đêm và thích trốn tránh. Olinguito có vẻ sống hoàn toàn trên cây. Chúng có một cặp tuyến vú, và có lẽ chỉ sinh một con một lần.

## Phân bố và môi trường sống
Các mẫu vật của loài này được tìm thấy ở khu rừng sương mù dãy Andes kéo dài từ miền tây Colombia tới Ecuador, ở độ cao 5,000 tới 9,000 feet. Việc phát hiện được công bố vào ngày 15 tháng 8 năm 2013. Olinguito hiện nay không bị đe dọa, nhưng ước tính khoảng 40% phạm vi phân bố thích hợp cho chúng đang có nạn phá rừng.